# Кулишенко, Артём Русланович
Артём Русла́нович Кулише́нко (укр. Артем Русланович Кулішенко; 15 апреля 1994, Одесса, Украина) — украинский футболист, нападающий.

## Игровая карьера
Родился 15 апреля 1994 года в Одессе. В футбол начинал играть в ДЮСШ-11 (Одесса). Первый тренер — Виталий Николаевич Гоцуляк. Далее занимался в СДЮШОР «Черноморец».
В июне 2010 года стал игроком «Черноморца». Играл за «Черноморец-2» во второй лиге, затем в юношеской и молодёжной командах. Зимой 2014 года проходил два сбора с основной командой «моряков», затем был отдан в аренду в «Даугаву». В первом же контрольном поединке за новую команду уже на 15-й минуте получил тяжелейшее повреждение, сломав ногу, из-за чего выбыл из строя на продолжительный срок. Зимой следующего года стало известно, что Кулишенко получил статус свободного агента и находится в поисках нового клуба. По словам Игоря Силантьева, Кулишенко был «перспективный», у него были все предпосылки стать отличным игроком, но высокая зарплата в юном возрасте способствовала нарушениям режима, а не совершенствованию на тренировках.
Находясь в поисках клуба, футболист в апреле 2015 года ездил на просмотр в португальскую «Бенфику», где две недели тренировался с командой «Б». Летом того же года заключил контракт со второлиговой «Реал Фармой». В этой команде за полтора сезона сыграл 34 матча, забил 11 голов.
Зимой 2017 года проходил сборы с перволиговым МФК «Николаев», после которых заключил с клубом контракт. 26 апреля 2017 года Кулишенко сыграл за «Николаев» в полуфинале Кубка Украины против киевского «Динамо». Нападающий вышел на поле в стартовом составе и после перерыва был заменён на Александра Дударенко. В первой лиге сыграл за николаевцев 8 матчей, в которых не отличился результативными действиями и по ходу следующего сезона перешёл в одесскую «Жемчужину».